# Королі втечі
«Королі втечі» (англ. Breakout Kings) — американська кримінальна драма, прем'єрний показ першого сезону з 13 серій якого відбувся 6 березня 2011 року на телеканалі A&E Network.

## Сюжет
Серіал розповідає про незвичайну команду, до складу якої входять пристави і колишні втікачі. Їм належить спільно працювати над вирішенням численних проблем, що виникають в процесі взаємодії. Досвідчені пристави прекрасно розуміють, що використовувані методи вже давно застаріли, а крім злочинців-втікачів у них існує ще безліч інших, не менш важливих, завдань.

## Персонажі

### Команда «Королі втечі»
| Актор               | Персонаж |
| ------------------- | --- |
| - Лаз Алонсо        | Чарлі Дюшамп — маршал США та керівник групи, який довгий час добивався цієї посади. Через вади серця він був змушений шість років виконувати канцелярську роботу. До того ж будь-які помилки групи можуть повернути його назад в офіс. На початку 2 сезону його вбиває Деміан Фонтлер (один із втікачів). |
| Доменік Ламбордоззі | Рей Занконеллі — колишній маршал США та заступник Чарлі. Рей втратив роботу після того, як він був визнаний винним у крадіжці грошей з місця злочину, для купівлі автомобіля дочці. Цей факт біографії допомагає йому знаходити спільну мову з тими, хто сидить у тюрмі. Він їх розуміє, і вони йому довіряють. У Рея є дочка, з якою він підтримує хороші стосунки. Саме йому належить ідея створення групи. Після смерті Чарлі стає керівником групи. |
| - Серінда Свон      | Еріка Рід — це єдина жінка серед в'язнів у команді, яка стала прекрасним слідопитом і справжнім мисливцем за головами. У неї свою доля, пов'язана із загибеллю її батька і народженням дитини. Їй не було й двадцяти років, коли вона вбила своїх перших жертв і сховала їх тіла так бездоганно, що її визнали винною тільки в незаконному зберіганні зброї. |
| - Джиммі Сімпсон    | Доктор Ллойд Лоурі — колишній вундеркінд, біхевіорист зі ступенем бакалавра і доктора медицини з Гарвардського університету. Він забезпечує всебічні психологічні оцінки втікачів, які дозволяють йому передбачати їхні пересування і дії. Ллойд страждає від пристрасті до азартних ігор. Після продажу незаконних препаратів для студентів, щоб покрити свої борги, він втратив медичну ліцензію та був засуджений до 25 років позбавлення волі. Він глибоко шкодує про те, що 18-річна дівчина в глибокій депресії, покінчила життя самогубством за допомогою передозування таблеток, які він прописав. |
| - Малкольм Гудвін   | Шон «Ши» Деніелс — колишній ватажок банди, злочинна діяльність якого (контрабанда наркотиків, торгівля зброєю і т. д.) покрила велику частину США. Його досвід «Вуличного хлопця» забезпечила практичні знання про те, як злочинці думають і рухаються. Він придумав назву «Королі Втечі» для групи і розробив графіті в стилі логотипа. |
| - Брук Невін        | Джуліанна «Джулз» Сімс — аналітик групи. Джуліана була хорошою ученицею у федеральному центрі підготовки виконання закону. Проте через деякі проблеми і психічні розлади, які включають в себе соціальне занепокоєння, панічні розлади та депресії, дівчина була виключена. Тоді Рей запропонував їй вступити в групу. Джулана навіть почала відчувати симпатію до Рея, а в деяких серіях між ними можна помітити романтичні відносини. |

### Втікачі
| 1 сезон - Джейсон Кербон — Август Тіллман (1 серія) - Джеймі МакШейн — Ксав'є Прайс (2 серія) - Роберт Неппер — Теодор «Ті-Бег» Багвелл (3 серія) - Дерек Філліпс — Джозеф Рамсі (4 серія) - Крістіна Коул — Лайла Томкінс (5 серія) - Зак Ворд — Крістіан Бемонт (6 серія) - Родні Істман — Марс O'Коннелл (7 серія) - Меттью Джон Армстронг — Карл МакКанн (8 серія) - Джонатан Кельтц — Олівер Дей (8 серія) - Річард Берджі — Андре Бреннан (9 серія) - Марк Пеллегріно — Вірджил Даунінг (10 серія) - Робін Вілкок — Беннетт Беллестер (11 серія) - Джефф Сеймур — Рональд Барнс (12 серія) - Лорен Велес — Кармен Вега (13 серія) | 2 сезон - Джейсон Бер — Деміен Фонтлерой (1 і 10 серія) - Нат Муні — Брент Гансен (1 серія) - Ченнон Роу — Віктор Менніон (2 серія) - Джеймс Ворд — Броуді Арделл (2 серія) - Кайл Расселл Клементс — Пет Даффі (2 серія) - Ніколас Д'Агосто — Тревіс Манкей (3 серія) - Кевін Алехандро — Бенні Круз (4 серія) - Омарі Хардвік — Ронні Маркхем (5 серія) - Камілла Гуаті — Еммі Шарп (6 серія) - Джош Цуккерман — Родні Каїн (7 серія) - Деш Майок — Іон Вітмен (8 серія) - Майкл Філіпповіч — Макс Морріс (9 серія) |

## Список епізодів
| Сезон   | Сезон   | Кількість епізодів | Прем'єра       | Останній показ |
| ------- | ------- | ------------------ | -------------- | -------------- |
| Сезон 1 | Сезон 1 | 13                 | 6 березня 2011 | 30 травня 2011 |
| Сезон 2 | Сезон 2 | 10                 | 4 березня 2012 | 29 квітня 2012 |

### 1 сезон
| № | #  | Назва                                                          | Режисер           | Сценарист                 | Дата прем'єрного показу |
| --- | -- | -------------------------------------------------------------- | ----------------- | ------------------------- | ----------------------- |
| 1 | 1  | «Пілот» «Pilot»                                                | Гевін Гуд         | Нік Сантора, Метт Олмстед | 6 березня 2011          |
| Коли засуджений вбивця Август Тіллман здійснює втечу з в'язниці, маршали США Чарлі Дюшамп і Рей Занконеллі вирішили використати незвичайний спосіб затримання втікача — за допомогою формування спеціальної групи, що складається з трьох раніше невловимих, але вже спійманих втікачів. Засуджені Ллойд Лоурі, Ши Деніелс і Філомена Рочліффер згодні надати допомогу в обмін на скорочення своїх термінів ув'язнення. |    |                                                                |                   |                           |                         |
| 2 | 2  | «Колекціонер» «Collected»                                      | Адам Аркін        | Нік Сантора, Метт Олмстед | 13 березня 2011         |
| Ксав'є Прайс здійснює втечу з в'язниці під час протесту проти смертної кари за стінами виправного закладу. «Королі втечі» не упускають випадок спробувати розшукати його. Виявляється, що цей жорстокий злочинець, є «колекціонером», який утримує жінок у полоні в підвалах. Як тільки команда дізнається, що в цей час десь захована жінка, розгортається робота по її пошуку, до того як Ксав'є зможе заподіяти їй шкоду. До команди приєднується Еріка Рід. |    |                                                                |                   |                           |                         |
| 3 | 3  | «Ті-Бег» «The Bag Man»                                         | Сенфорд Букставер | Нік Сантора, Метт Олмстед | 20 березня 2011         |
| Ті-Бег, соціопат з протезом замість руки здійснює криваву втечу з в'язниці і вирушає мстити. Спочатку «Королі втечі» припустили що цей сумнозвісний злочинець хоче побачити дівчину, як тільки вони знайшли залишки приладдя для гоління і дізналися що він вкрав перстень у жінки. Команда повинна з'ясувати кого він бажає побачити, і зупинити його, перш ніж він перетне кордон Канади. Що насправді рухає цим божевільним чоловіком, і що зроблять «Королі втечі» щоб нарешті припинити цю шалену гонитву раз і назавжди? |    |                                                                |                   |                           |                         |
| 4 | 4  | «З уст немовлят» «Out of the Mouth of Babes»                   | Майкл Ваксман     | Нік Сантора, Метт Олмстед | 27 березня 2011         |
| Джо, засуджений педофіл, який маскується під одного з членів команди під час знімання фільму і здійснює втечу. Команда повинна не тільки зловити його, але бути впевненими, що він більше не скоїть злочинів перебуваючи на волі. Першим ділом вони направляються в школу, де Джо працював консультантом і де шестеро дітей звинувачували його в сексуальних домаганнях. Їм також вдалося вистежити колишню дружину Джо і їхніх дітей, чиї життя були зруйновані, коли Джо отримав довічний термін у в'язниці. Між тим, Еріка сповнена рішучості побачити свою шестирічну дочку в її день народження, а дружина Чарлі переконує його взяти її на такий необхідний відпочинок. |    |                                                                |                   |                           |                         |
| 5 | 5  | «Червова дама» «Queen of Hearts»                               | Джонатан Гласснер | Нік Сантора, Метт Олмстед | 3 квітня 2011           |
| Команда намагається зловити безжальну жінку, засуджену за вбивство свого чоловіка, якого вона вдарила ножем 48 разів, яка втекла з в'язниці на шкільному автобусі. Виявляється, жінка дурила чоловіків, щоб вони думали, що вона дійсно піклувалася про них, таким чином вони будуть робити те, що вона хоче, і допоможуть їй бігти. Спеціальна цільова група Чарлі і Рея повинна зловити її, до того як вона заподіє шкоду більшому числу людей - а також переконатися, що її 14-річний син залишиться в безпеці. Тим часом, ігровий борг Ллойда збільшується, а моторошний ув'язнений погрожує його життю, якщо він не придумає способу повернути гроші. |    |                                                                |                   |                           |                         |
| 6 | 6  | «Як батько, так і син» «Like Father, Like Son»                 | Білл Джиргарт     | Нік Сантора, Метт Олмстед | 10 квітня 2011          |
| Крістіан Бемонт не просто хоче розправитися з тюремною системою, а також звести рахунки з усією урядовою системою. Ставки для команди стають ще вищими, коли Бемонт посилає вибуховий пакет в будинок Чарлі Дюшампа. Між тим, Ллойд Лоурі задається питанням, хто його справжній батько і чому його мати ніколи не говорила правду про нього. |    |                                                                |                   |                           |                         |
| 7 | 7  | «Забава з хімією» «Fun with Chemistry»                         | Глорія Муціо      | Нік Сантора, Метт Олмстед | 17 квітня 2011          |
| Сучасні Бонні і Клайд втекли з в'язниці і продовжили низку злочинів і вбивств. Після вбивства цією парою поліцейського, «Королі втечі» прагнуть зловити їх, перш ніж вони вб'ють ще кого-небудь — а також до того як дюжина інших правоохоронних органів зловлять їх першими. Це б означало, що «королі втечі» не отримають місяць зі своїх термінів. У розпал хаосу, Джуліанна відчуває романтичні почуття до одного з «королів». |    |                                                                |                   |                           |                         |
| 8 | 8  | «Стейк» «Steaks»                                               | Філ Абрахам       | Нік Сантора, Метт Олмстед | 24 квітня 2011          |
| Ув'язненого нестандартних розмірів було отруєно, і його гроб використовувався як "троянський кінь" для двох втікачів з виправної установи Каюга. Один з ув'язнених, з помсти, жорстоко вбиває тюремного охоронця, через розбіжності з іншим ув'язненим, який хоче тільки більшу зарплату і життя в розкоші. Вбивство також підвищує терміновість упіймання ув'язнених. Тим часом, Рей дає Еріці, Ши і Ллойду стимул, той хто виявиться найкориснішим у цій справі, зможе смакувати смачним біфштексом отриманим на вечерю. |    |                                                                |                   |                           |                         |
| 9 | 9  | «Один за гроші» «One for the Money»                            | Жан Де Сегонзак   | Нік Сантора, Метт Олмстед | 1 травня 2011           |
| Красивий, багатий і хитрий викрадач дорогоцінного каміння Андре, збігає з в'язниці залишивши всіх тюремних охоронців ламати голови, він робить це як раз вчасно, щоб здійснити великий стрибок у своїй кар'єрі. «Королям втечі» щоб розшукати його, потрібно з'ясувати, що він задумав і зупинити його, поки не надто пізно. Між тим, Ши і Еріка благають Рея дозволити їм подружні побачення. |    |                                                                |                   |                           |                         |
| 10 | 10 | «Виплачені в повному обсязі» «Paid in Full»                    | Мел Демскі        | Нік Сантора, Метт Олмстед | 8 травня 2011           |
| Сумно відомий найманий вбивця збігає з в'язниці, щоб доробити деякі незавершені справи. Позаяк він вбивав направо і наліво, «Королі Втечі» повинні спробувати з'ясувати зв'язок між його жертвами, зловити і закрити його, перш ніж він знову когось вб'є. Спільною ниткою між усіма його жертвами, є участь у трагічній історії, зґвалтованої молодої студентки, батько якої був охоронцем у в'язниці, звідки він втік. |    |                                                                |                   |                           |                         |
| 11 | 11 | «У глушині» «Off the Beaten Path»                              | Білл Джирхарт     | Нік Сантора, Метт Олмстед | 15 травня 2011          |
| Жорстокий шизофренік з навичками виживання на відкритій місцевості та історією ритуальних вбивств втікає з тюрми для психічно хворих. Його здобич, Деббі Майєрс, красива, молода телеведуча. Після втечі він розшукує Деббі та відводить в особливе місце в горах Адірондак, щоб проявити свою "любов" через дивну та жорстоку церемонію, яка звичайно закінчується вбивством Деббі. |    |                                                                |                   |                           |                         |
| 12 | 12 | «Є правила» «There are Rules»                                  | Гевін Гуд         | Нік Сантора, Метт Олмстед | 22 травня 2011          |
| Шокуюча сцена розгортається у в'язниці, коли вантажівка врізається в стіну в'язниці і броньований автомобіль виїжджає з його кузова з кількома засудженими злочинцями. Команда швидко починає полювання на втікачів, і дізнаються що втікачі за одне з Рональдом Барнсом, людиною, яка ненавидить їх усіх. Вони слідують за Барнсом, і в кінцевому підсумку розуміють, що його плани надання допомоги ув'язненим по досягненню свободи були прийомом, щоб відвернути увагу від відстеження самого Барнса. Барнс вб'є кожного, хто попадеться на шляху, "Королі Втечі" повинні перехитрити його поки не стало надто пізно. |    |                                                                |                   |                           |                         |
| 13 | 13 | «Полювання за Кармен Вега» «Where in the World is Carmen Vega» | Гай Ферленд       | Нік Сантора, Метт Олмстед | 30 травня 2011          |
| Кармен Вега, безжальна королева наркокартелю, здійснює втечу, під час похорон свого вбитого сина. Її план, привести сімейний бізнес в порядок і передати ключі від картелю прямому спадкоємцеві, своєму синові Цезарю. Кармен не зупиниться ні перед чим, включаючи вбивство членів своєї команди і навіть своєї власної родини, щоб посадити Цезаря на трон. Королі втечі, схоже, на один крок позаду Кармен, і вони відчувають запах зрадника. Є інформатор всередині команди? Королі втечі потрібно не тільки зловити Кармен і скоротити свій термін, їм також потрібно знайти місце де Кармен тримає в заручниках подругу Ши, щоб врятувати її життя. Знайти зрадника, зловити Кармен і зберегти кохану, Королям втечі потрібно попрацювати. Зрештою, вони розуміють, що вони дійсно команда, і шляху назад немає. |    |                                                                |                   |                           |                         |

### 2 сезон
| № | #  | Назва                                                    | Режисер        | Сценарист                 | Дата прем'єрного показу |
| --- | -- | -------------------------------------------------------- | -------------- | ------------------------- | ----------------------- |
| 14 | 1  | «Несправедлива смерть» «An Unjust Death»                 | Білл Джирхарт  | Нік Сантора, Метт Олмстед | 4 березня 2012          |
| Королі втечі повернулися до роботи, і в погоні за Деміеном, особливо небезпечним і безжальним серійним вбивцею. Ллойд був лікарем у справі Деміена 8 років тому, і відтоді ворожнеча між ними глибоко вкоренилася. У самий розпал слідства, група дізнається, що Чарлі було запропоновано підвищення по службі, залишаючи їх невпевненими у своєму майбутньому і долю всієї програми. Але як тільки переслідування Деміена посилюється, трапляється трагедія, і один з королів платить найвищу ціну, змушуючи інших членів згуртованої команди впоратися з неймовірною втратою.                                       |    |                                                          |                |                           |                         |
| 15 | 2  | «Другий раунд» «Round Two»                               | Тім Гантер     | Нік Сантора, Метт Олмстед | 11 березня 2012         |
| Банда небезпечних злочинців збігає з в'язниці через підземний тунель. Королі втечі об'єднуються з ФБР, дізнавшись, що один з членів банди насправді є агентом під прикриттям. Коли це починає ставати схожим на можливу зраду таємного агента, напруга в середовищі Королів зростає, вони повинні вистежити його і встановити істину. Весь цей час команда повинна боротися з втратою одного зі своїх. |    |                                                          |                |                           |                         |
| 16 | 3  | «Двічі вниз» «Double Down»                               | Кларк Джонсон  | Нік Сантора, Метт Олмстед | 18 березня 2012         |
| Тревіс Мансі — актор і стукач, який здійснив втечу з в'язниці. Королі втечі швидко знаходять і повертають його назад, тільки щоб виявити, що Тревіс є ключем до знаходження ще більш великої риби. Все стає серйозним, коли одного члена команди викрадають. |    |                                                          |                |                           |                         |
| 17 | 4  | «Круз контроль» «Cruz Control»                           | Боббі Рот      | Нік Сантора, Метт Олмстед | 25 березня 2012         |
| Після дуже спритної втечі з автомобільного парку, втікач влаштовує смертельні веселощі з безрозсудною нестриманістю. Ллойд розуміє, що, керуючись своїм смертельним діагнозом, він починає викреслювати пункти з кривавого списку. Він вважає себе ангелом-месником, команді належить зупинити його і покласти край насильству. |    |                                                          |                |                           |                         |
| 18 | 5  | «Самопоміч» «Self Help»                                  | Брайан Спайсер | Нік Сантора, Метт Олмстед | 1 квітня 2012           |
| Королі втечі повернулися на роботу, і задумуються над запитанням: чому в'язень тікає з в'язниці, при цьому не залишаючи її? Щоб зробити ідеальний злочин. Як він це робить? Завдання команди, з'ясувати це. |    |                                                          |                |                           |                         |
| 19 | 6  | «Я відчуваю Еммі» «I Smell Emmy»                         | Кларк Джонсон  | Нік Сантора, Метт Олмстед | 8 квітня 2012           |
| Працівниця жіночої в'язниці піддається нападу з боку ув'язненої. На шляху до судового слухання, яке є результатом того нападу, ув'язнена зображує біль в намічений час. Транспорт змушений зробити зупинку, під час якої ув'язнена тікає. Коли вона з'являється в будинку волонтера і стріляє через подушку в її чоловіка, це здається трагічним, поки не стає відомо, що волонтер і ув'язнена працювали разом. Королі втечі переслідують цей дует по гарячих слідах. |    |                                                          |                |                           |                         |
| 20 | 7  | «Любов безцінна (на 50 тисяч)?» «Ain't Love (50) Grand?» | Гай Ферленд    | Нік Сантора, Метт Олмстед | 15 квітня 2012          |
| Злочинця на роботі прибиральника день за днем вимотує один з охоронців — поки не настав день, коли він більше не зможе цього зробити. Засуджений вбиває охоронця і починає шукати любов всього свого життя. Він любить її настільки сильно, що вбиває її вітчима. Ось як він опинився у в'язниці. Дівчина, наша Джульєтта, примусила Ромео вважати, що вона чекає його і буде любити його вічно. Проте, вважаючи, що він відбуває довічний тюремний термін, вона йшла далі і любила його так сказати лише номінально. В люті, Ромео викрадає Джульєтту. Завдання Королів втечі полягає в тому, щоб врятувати їх обох. |    |                                                          |                |                           |                         |
| 21 | 8  | «Доля загону» «SEALd Fate»                               | Мел Демскі     | Нік Сантора, Метт Олмстед | 22 квітня 2012          |
| Колишній член загону ВМС Іон Вітмен здійснює жахливу втечу з в'язниці. Його психічне здоров'я перебуває під питанням, і він вважається озброєним і дуже небезпечним. Замість того, щоб сховатися, Іон приступає до помсти своїм колишнім роботодавцям з ALASTOR, урядового підрядника. Королі втечі вистежують Іона і спробують повернути його, розкриваючи правду, приховану за його параноєю. |    |                                                          |                |                           |                         |
| 22 | 9  | «Шоу виродків» «Freakshow»                               | Майкл Ваксман  | Нік Сантора, Метт Олмстед | 29 квітня 2012          |
| Макс Дойл був сиротою, виріс в цирку з корисливою метою. Все його життя Макс відчував нестачу уваги, почуття, яке тільки частково заспокоювалося. Саме цю можливість Королі втечі використовують вистежуючи Макса. Тим часом не всі Королі знаходяться в справі, принаймні один залишається, щоб слідувати за підказкою, залишеної їм Деміаном — із згубними наслідками. |    |                                                          |                |                           |                         |
| 23 | 10 | «Помста подається холодною» «Served Cold»                | Майкл Ваксман  | Нік Сантора, Метт Олмстед | 29 квітня 2012          |
| Деміен підвищив психотичну ставку з Королями втечі, і тепер це особисте. Все ще перебуваючи під забороною працювати по справі Деміена, Королі роблять те, що повинні зробити, щоб довести справу до кінця. Зрештою, команді доведеться зіткнутися з нестерпним вибором. |    |                                                          |                |                           |                         |

## Показ в різних країнах світу
| Країна          | Канал             | Примітки |
| --------------- | ----------------- | -------- |
| Австралія       | One HD            | [ 52 ]   |
| Бразилія        | A&E Brasil        | [ 53 ]   |
| Канада          | CHCH, A&E         | —        |
| Фінляндія       | Sub               | [ 54 ]   |
| Німеччина       | RTL Crime         | [ 55 ]   |
| Франція         | TF1               | [ 56 ]   |
| Індія           | STAR World India  | —        |
| Японія          | Fox               | [ 57 ]   |
| Мексика Мексика | Azteca 7          | [ 58 ]   |
| Нідерланди      | RTL Crime / RTL 5 | [ 59 ]   |
| Норвегія        | TV 2 Zebra        | [ 60 ]   |
| Філіппіни       | Chase             | [ 61 ]   |
| Литва           | TV3 Lithuania     | —        |
| Польща          | Fox               | [ 62 ]   |
| Португалія      | Fox               | —        |
| Словаччина      | TV JOJ            | [ 63 ]   |
| Іспанія         | Fox               | —        |
| Велика Британія | Universal Channel | [ 63 ]   |
| Нова Зеландія   | TV3               | [ 64 ]   |
| Словенія        | POP TV і FOX      | [ 65 ]   |